# Катеринівська сільська рада (Лозівський район)
Катери́нівська сільська́ ра́да — адміністративно-територіальна одиниця та орган місцевого самоврядування в Лозівському районі Харківської області. Адміністративний центр — село Катеринівка.
У 2018 році згідно з Законом України «Про добровільне об’єднання територіальних громад» увійшла до складу Лозівської міської об’єднаної територіальної громади. На території колишньої сільської ради утворено Катеринівський старостинський округ з центром у селі Катеринівка.

## Загальні відомості
Катеринівська сільська рада була утворена в 1919 році. 1 серпня 1954 р. відбулося об'єднання Катеринівської сільської ради з Михайлівською сільською радою. Села Михайлівської сільради Михайлівка, Довгове та Братолюбівка ввійшли до складу Катеринівської сільської ради, до якої на той час входили села Катеринівка та Світловщина
- Територія ради: 81,742 км²
- Населення ради: 2 532 особи (станом на 2001 рік)

## Населені пункти
Сільській раді були підпорядковані населені пункти:
- с. Катеринівка
- с. Братолюбівка
- с. Довгове
- с. Михайлівка
- с. Світловщина

## Склад ради
Рада складалася з 16 депутатів та голови.
- Голова ради: Чабан Андрій Андрійович
- Секретар ради: Пелюшенко Марина Анатоліївна

### Керівний склад попередніх скликань
| Прізвище, ім'я, по батькові   | Основні відомості                                    | Дата обрання | Дата звільнення |
| ----------------------------- | ---------------------------------------------------- | ------------ | --------------- |
| Августов Олександр Григорович | Сільський голова, 1951 року народження, безпартійний | 26.03.2006   | 26.12.2006      |
| Чабан Андрій Андрійович       | Сільський голова, 1969 року народження, освіта вища  | 22.04.2007   | 31.10.2010      |
| Чабан Андрій Андрійович       | Сільський голова, 1969 року народження, освіта вища  | 31.10.2010   |                 |

Примітка: таблиця складена за даними сайту Верховної Ради України

### Депутати
За результатами місцевих виборів 2010 року депутатами ради стали:

#### За суб'єктами висування
| Суб'єкт висування             | Кількість обраних депутатів | %    |
| ----------------------------- | --------------------------- | ---- |
| Партія регіонів               | 14                          | 87,5 |
| Комуністична партія України   | 1                           | 6,3  |
| Політична партія «Фронт Змін» | 1                           | 6,3  |

#### За округами
| № округу                      | Прізвище, ім'я, по батькові      | Дата визнання обраним | Освіта             | Партійна приналежність | Відомості про обраного депутата                                                          |
| ----------------------------- | -------------------------------- | --------------------- | ------------------ | ---------------------- | ---------------------------------------------------------------------------------------- |
| Комуністична партія України   |                                  |                       |                    |                        |                                                                                          |
| 16                            | Анісімов Володимир Олександрович | 03.11.2010            | середня спеціальна | позапартійний          | тимчасово не працює                                                                      |
| Партія регіонів               |                                  |                       |                    |                        |                                                                                          |
| 2                             | Пелюшенко Вадим Валентинович     | 03.11.2010            | середня спеціальна | позапартійний          | Районний міжшкільний навчально-виробничий комбінат, майстер                              |
| 3                             | Пелюшенко Марина Анатоліївна     | 03.11.2010            | середня спеціальна | позапартійна           | Катеринівська сільська рада, діловод ВОС                                                 |
| 4                             | Драбинка Наталія Григорівна      | 03.11.2010            | вища               | позапартійна           | Катеринівський ДНЗ, вихователь                                                           |
| 5                             | Чабан Наталія Анатоліївна        | 03.11.2010            | вища               | позапартійна           | загальноосвітня школа № 7 Лозівської міської ради, заступник директора з виховної роботи |
| 6                             | Земляченко Катерина Віталіївна   | 03.11.2010            | середня спеціальна | позапартійна           | Катеринівський ДНЗ, завгосп                                                              |
| 7                             | Марченко Любов Петрівна          | 03.11.2010            | середня спеціальна | позапартійна           | Лозівська організація товариства Червоного Хреста України                                |
| 8                             | Данилов Олексій Костянтинович    | 03.11.2010            | середня            | позапартійний          | ПОСП «Агросвіт», бригадир тракторної бригади                                             |
| 9                             | Стародубцев Василь Вікторович    | 03.11.2010            | вища               | позапартійний          | тимчасово не працює                                                                      |
| 10                            | Земляченко Віталій Олександрович | 03.11.2010            | середня спеціальна | позапартійний          | тимчасово не працює                                                                      |
| 11                            | Верьовка Володимир Анатолійович  | 03.11.2010            | вища               | позапартійний          | Катеринівська сільська рада, землевпорядник                                              |
| 12                            | Кошулько Олександр Вікторович    | 03.11.2010            | вища               | позапартійний          | Харківський інститут державної академії управління при Президентові України, слухач      |
| 13                            | Гунько Лариса Юріївна            | 03.11.2010            | середня            | позапартійна           | тимчасово не працює                                                                      |
| 14                            | Семитоцький Леонід Миколайович   | 03.11.2010            | середня            | позапартійний          | ПОСП «Агросвіт», бригадир тракторної бригади                                             |
| 15                            | Кроква Володимир Дмитрович       | 03.11.2010            | середня спеціальна | позапартійний          | УДЦ «Укрспецвагон», охоронець                                                            |
| Політична партія «Фронт Змін» |                                  |                       |                    |                        |                                                                                          |
| 1                             | Полішко Наталія Анатоліївна      | 03.11.2010            | вища               | позапартійна           | Катеринівська сільська рада, секретар виконавчого комітету                               |